# Virginie Nave
Virginie Nave est une boxeuse française née le 26 juillet 1984.

## Carrière sportive
Championne de France en 2001, 2003 et 2005, elle est médaillée de bronze dans la catégorie des moins de 50 kg aux championnats d'Europe de boxe amateur en 2003.